# Kinsley Vui
Kinsley Vui (31 de marzo de 1983) es un deportista papú que compitió en judo. Ganó una medalla de plata en el Campeonato de Oceanía de Judo de 2018 en la categoría de –73 kg.

## Palmarés internacional
| Campeonato de Oceanía | Campeonato de Oceanía | Campeonato de Oceanía | Campeonato de Oceanía |
| Año                   | Lugar                 | Medalla               | Categoría             |
| --------------------- | --------------------- | --------------------- | --------------------- |
| 2018                  | Numea (Francia)       | Medalla de plata      | –73 kg                |